# اوادو-اونسن-منوگاتاری

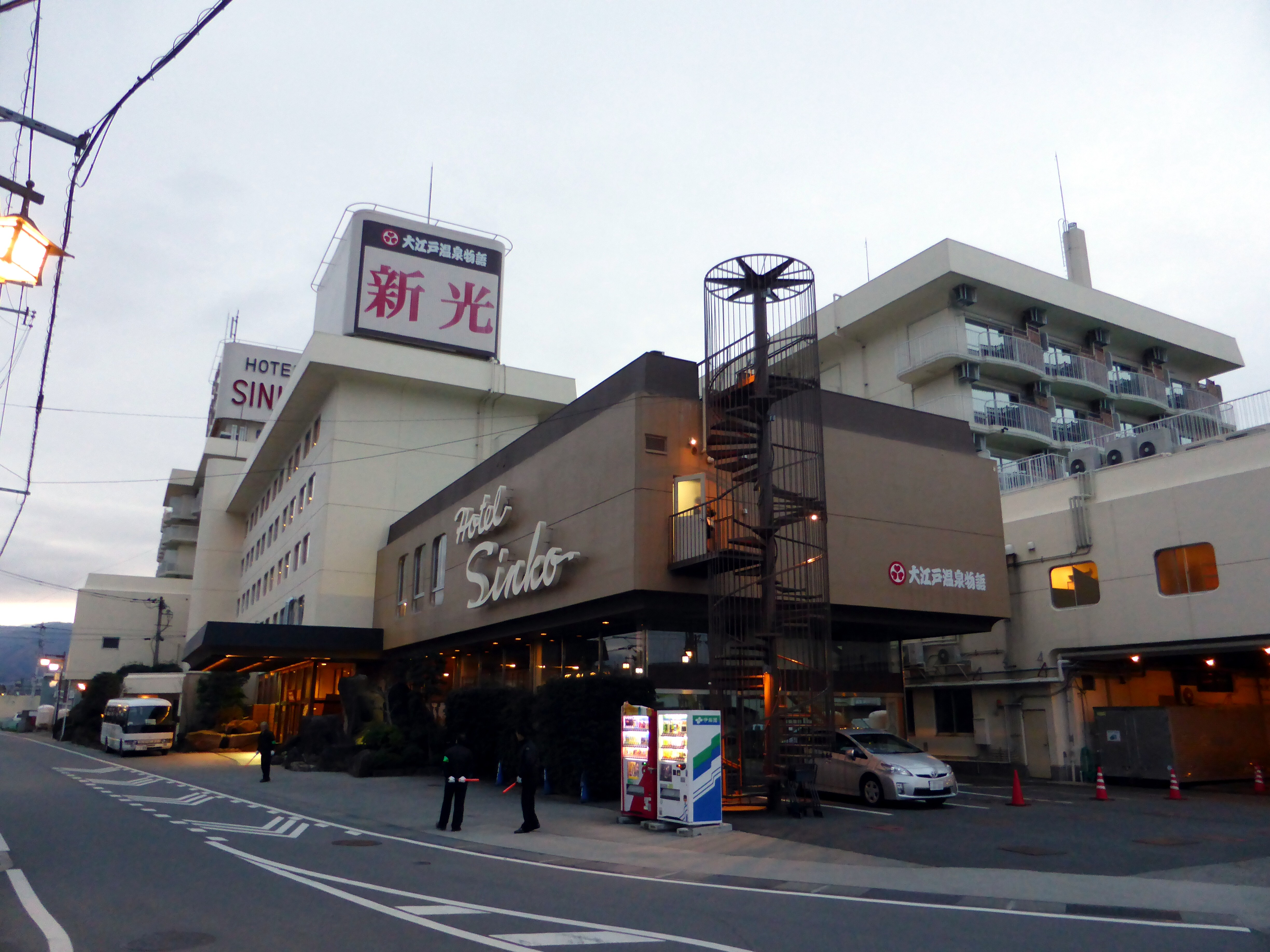

اوادو-اونسن-منوگاتاری (به ژاپنی: 大江戸温泉物語 Ooedo-Onsen-Monogatari) حمام آبگرمی است که در اودایبا در منطقهٔ کوتو در توکیو پایتخت ژاپن واقع شده است. آب معدنی این حمام از چشمه‌های آب معدنی به این محل حمل می‌شود. حمام آبگرم اوادو-اونسن-منوگاتاری، چشمه آبگرم توشیمائن نیوانویو و چشمه آبگرم لاکوا سه حمام آب‌معدنی تفریحی و بزرگ توکیو محسوب می‌شوند و از مجموعه‌ای از حمام‌های مختلف تشکیل شده‌اند.

## ورود
- ورودی هر نفر به این آبگرم در طول روز ۲۸۲۷ ین است. در صورت استفاده از استخر آب گرم همراه بردن مایو لازم است.

## دسترسی به منطقه
- خط یوریکامومه، ایستگاه تره‌کوموسنتا (テレコムセンター駅)